# Satu Mare
Pour les articles homonymes, voir Satu Mare (homonymie).
Satu Mare (en hongrois Szatmárnémeti, en allemand Sathmar, en yiddish סאטמאר) est une ville de Transylvanie, en Roumanie, chef-lieu du județ de Satu Mare, dans la région de développement du nord-ouest.
Située à proximité des frontières ukrainienne et hongroise, Satu Mare est un important centre économique et culturel.
Ville de 102 441 habitants (2011), elle comporte une importante minorité hongroise et d'autres communautés linguistiques, partagées entre plusieurs obédiences chrétiennes, toutes d'implantation ancienne.
À la suite de la chute du communisme en Roumanie, une forte migration a eu lieu dans plusieurs villes de la Roumanie. Satu Mare est concernée. Elle comporte notamment une diaspora moyennement forte en France et en Italie.

## Toponymie
Selon les sources hongroises et allemandes, Szatmár, en roumain Sătmar, vient du patronyme Zotmar, car la Gesta Hungarorum cite à l'emplacement de Satu Mare une localité fortifiée du Xe siècle : castrum Zotmar (le « camp de Zotmar »). En 1925, les Roumains, pensant que Zotmar vient de Satu Mare (« Grand-Village »), renommèrent ainsi la ville, selon ce qui est probablement une proximité phonétique mais une fausse étymologie. Quant à l'adjectif németi, il signifie « allemande ».

## Géographie

### Situation

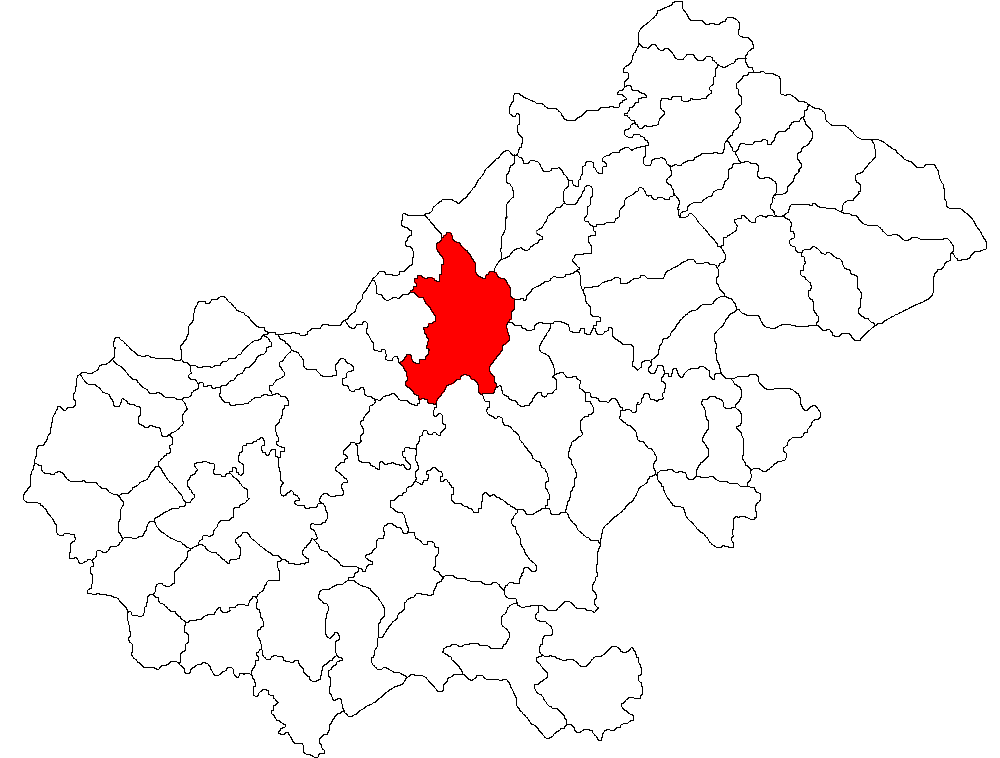
Situation de la ville dans le județ de Satu Mare

Satu Mare est située au nord-ouest de la Roumanie, dans la plaine alluviale formée par le Someș, à une altitude moyenne de 129 m. La ville s'étend de nos jours sur les deux rives de la rivière, déviée dès le XVIIIe siècle par un système de digues pour éviter les crues. Cependant, la cœur historique de la ville est situé sur la rive droite.
Satu Mare se trouve à 13 km de la frontière hongroise à l'ouest, à 27 km de la frontière ukrainienne au nord et à 620 km au nord-ouest de la capitale du pays, Bucarest. À l'époque communiste, Satu-Mare était à seize heures de train de Bucarest, ce qui a donné lieu à un dicton local : « Pourquoi les trains mettent-ils seize heures pour faire 620 km ? Pour montrer aux citoyens et aux touristes à quel point notre patrie est grande ! ».
Autres villes proches :
- 72 km à l'est, Baia Mare ;
- 131 km au sud-ouest, Oradea ;
- 150 km au sud-est, Cluj.

La municipalité de Satu Mare est composée de la ville de Satu Mare elle-même (113 697 habitants en 2002) et du village de Sătmărel (le « petit Satu Mare » en roumain, 1 445 habitants en 2002).

### Climat
Le climat est de type continental avec des saisons bien contrastées (hivers froids et neigeux, étés chauds et secs) dont la température moyenne annuelle est de 9,6 °C (hivers 1,7 °C, étés 19,6 °C). La moyenne annuelle des précipitations est de 590 mm d'eau.

### Administration
La ville de Satu Mare est divisée en 12 arrondissements (14 mai, Carpates (Carpați) I, Carpates II, Nouveau Centre, Horea, Cloșca, Crișan, Gelu, Menumorut, Sătmărel, Soleil (Soarelui) et Solidarité (Solidarității).

### Justice
Satu Mare est le siège du tribunal du județ qui supervise les juridictions de Carei, Ardud, Negrești-Oaș, Tășnad et Livada. La ville est d'autre part le siège d'une cour d'appel, de tribunaux de commerce ainsi que d'un tribunal militaire.

## Histoire
Peuplé dès l'Âge de la pierre et l'âge du bronze, le site de Satu Mare a été habité par les Daces sans faire partie de l'Empire romain. La ville est citée dans la Gesta Hungarorum, chronique des premiers Magyars, comme appartenant au chef valaque Menumorout. Au Xe siècle, une citadelle du nom de Castrum Zotmar est citée. La première mention écrite de la ville apparaît sous le nom de Villa Zotmar dans un document de la cour de la reine Gisèle de Hongrie décidant de l'établissement de colons allemands à Mintiu (aujourd'hui un quartier de Satu Mare au bord du Someș).
La ville appartient au royaume de Hongrie jusqu'à l'effondrement de celui-ci en 1526 face aux Ottomans, lorsqu'elle passe aux Habsbourg puis à la principauté hongroise de Transylvanie. En 1543, elle est un fief de la famille Báthory qui règne sur la Transylvanie. De cette époque datent les dérivations du Someș pour former les douves de la citadelle construite sur la rive droite de la rivière. Les armées ottomanes l'assiègent en 1562 et lors de l'offensive de reprise de la citadelle par les Habsbourg, celle-ci est incendiée. La reconstruction s'effectue sur des plans de l'architecte italien Ottavio Baldigara sous la forme d'un pentagone doté de cinq tours de défense.
En 1623, le Prince Gabriel Bethlen de Transylvanie autorise des Juifs ashkénazes à s'installer comme tailleurs, bottiers, joaillers, usuriers, écrivains publics, notaires. En même temps que le judaïsme, la Réforme se répand en ville et les deux religions, tout comme la Contre-Réforme catholique, contribuent à la vie intellectuelle et à la publication d'écrits en latin, roumain, hongrois, allemand, yiddish, qui bénéficient désormais de l'imprimerie. Les deux noyaux urbains de Satu Mare et Mintiu sont réunis entre 1712 et 1715, union qui sera reconnue en 1721 par l'empereur Charles VI du Saint-Empire (connu aussi sous le nom de Charles III de Hongrie) qui donnera alors à Szatmárnémeti le statut de ville franche royale.
En 1711 est signée dans la ville la paix de Szatmár entre Charles VI et les partisans hongrois du prince transylvain François II Rákóczi, qui transfère la ville de la principauté de Transylvanie à la Hongrie royale au sein de l'empire des Habsbourg. Pendant le XVIIIe siècle, la ville s'urbanise rapidement. De cette époque subsistent le vieil hôtel de ville, de nombreux bâtiments civils et les églises grecque-catholique et réformée.
Le développement se poursuit au long du XIXe siècle avec le pavage des rues en 1844, l'industrialisation (moulins, briqueteries, travail du bois, textile). Le commerce, la construction de lieux d'enseignement, d'hôpitaux, de parcs, l'installation de succursales bancaires, la création d'un réseau de tramways enrichissent la ville.
En 1804, un diocèse catholique est créé et, en 1858, une grande synagogue est élevée par la communauté juive.
Le développement des chemins de fer de l'Autriche-Hongrie fait de la ville un nœud ferroviaire entre Carei (1871), Sighetu Marmației (1872), Baia Mare (1894), Ardud (1900) et Bixad (1906), relié aux grandes métropoles de Budapest et Vienne.
Satu Mare n'est cependant pas le chef-lieu du comitat de Szatmár qui est situé à Carei. Avant la Première Guerre mondiale, la ville compte une forte majorité hongroise et une communauté juive de quelque 7 000 personnes (presque 20 % de la population totale). La Dynastie hassidique de Satmar, célèbre pour son opposition radicale au sionisme, est originaire de cette ville. Quant aux Roumains, alors en majorité ruraux, ils sont à cette époque encore minoritaires dans les villes et n'habitent que les quartiers périphériques, à Satu-Mare comme ailleurs.
Le 1er décembre 1918, le conseil national des Roumains de Hongrie présidé par Iuliu Maniu proclame à Alba Iulia le rattachement des territoires à majorité roumaine à la Roumanie, mais Satu Mare n'est pas concernée ; le 20 mars 1919, le chef de la mission militaire de la Triple-Entente, le lieutenant-colonel Fernand Vix, remet au chef de l'État hongrois Mihály Károlyi une note (dite Note Vix) exigeant sous 24 heures qu'il remette aux Roumains de Hongrie (et à l'armée roumaine victorieuse) une zone d'environ 100 km dans le Körösvidék, comprenant le comitat de Bihar, le celui de Szatmár et leurs alentours. Ne pouvant accepter cet ultimatum, Károlyi démissionne. En 1920, le Traité de Trianon intègre le comitat de Szatmár à la Grande Roumanie : la ville devient le chef-lieu du nouveau județ. De nombreux Hongrois quittent la ville pour la Hongrie alors que, par l'exode rural, la population d'origine roumaine augmente notablement.
La Chambre de Commerce de Satu Mare est créée en 1929.
En 1940, à la suite du Deuxième arbitrage de Vienne, Satu Mare est rendue à la Hongrie. En 1944, la communauté juive est livrée aux nazis par leurs alliés fascistes hongrois. Du 19 mai 1944 au 1er juin 1944, 18 863 personnes sont déportées (14 440 sont assassinées à Auschwitz).
La ville est prise par l'armée roumaine et l'Armée rouge fin 1944 et réintègre la Roumanie qui devient le 6 mars 1945 une dictature communiste.
Satu Mare a été victime de très graves inondations en 1970. En 1977, le recensement dénombre pour la première fois plus de Roumains que de Hongrois en ville. Le 14 mai est devenu jour de fête pour la ville (date du renouveau).
Depuis la Libération de 1989, la ville, revenue à la démocratie, a grandement bénéficié de sa position frontalière, situation encore améliorée avec l'entrée de la Hongrie, puis de la Roumanie, dans l'Union européenne, la frontière hongro-roumaine étant désormais ouverte.

## Démographie
En 1910, à l'époque austro-hongroise, la ville comptait 2 301 Roumains (6,31 %), 33 328 Hongrois (91,41 %) et 647 Allemands (1,77 %) ; les Juifs étaient alors comptés comme Hongrois ou Allemands.
La composition ethnique de Satu Mare a été profondément modifiée au cours du XXe siècle. La ville, à majorité hongroise dans les deux premiers tiers du siècle, a acquis une majorité roumaine depuis les années 1970, avec l'afflux de ruraux et l'agrandissement de la ville. D'autre part, la très importante communauté juive a été décimée par les nazis pendant la seconde Guerre mondiale.
En 1930, on dénombrait 17 679 Roumains (33,35 %), 21 940 Hongrois (41,39 %), 10 717 Juifs (20,22 %) et 944 Allemands (1,78 %).
En 1956, après la Seconde Guerre mondiale, 19 599 Roumains (36,52 %) côtoyaient 31 232 Hongrois (58,19 %), 131 Allemands (0,24 %), 2 391 Juifs (4,45 %) et 76 Roms (0,14 %).
En 2002, la ville comptait 66 638 Roumains (57,87 %), 45 298 Hongrois (39,34 %), 1 115 Roms (0,96 %), 1 607 Allemands (1,39 %) et 30 Juifs (0,02 %).
En 2002, le roumain est la langue maternelle de 57,96 % de la population, le hongrois de 41 % et l'allemand de 0,53 %.

## Religions
En 2002, la composition religieuse de la ville était la suivante :
- Chrétiens orthodoxes, 48,59 % ;
- Catholiques de rite romain, 19,79 % ;
- Réformés, 19,51 % ;
- Catholiques de rite grec, 8,41 % ;
- Juifs, 1,50 % ;
- Pentecôtistes, 1,40 % ;
- Baptistes, 0,51 % ;
- Adventistes du septième jour, 0,29 %.

## Politique
| Identité                          | Période | Période  | Durée |
| Identité                          | Début   | Fin      | Durée |
| --------------------------------- | ------- | -------- | ----- |
| Iuliu Ilyés (en) (né en 1957)     | 2004    | 2008     | 4 ans |
| Iuliu Ilyés (en) (né en 1957)     | 2008    | 2012     | 4 ans |
| Costel Dorel Coica (d)            | 2012    | 2016     | 4 ans |
| Gábor Kereskényi (d) (né en 1980) | 2016    | En cours | 9 ans |

| Parti | Parti                                      | Sièges | Statut |
| ----- | ------------------------------------------ | ------ | ------ |
|       | Parti social-démocrate (PSD)               | 5      |        |
|       | Parti national libéral (PNL)               | 4      |        |
|       | Union démocrate magyare de Roumanie (UDMR) | 2      |        |
|       | Parti Mouvement populaire                  | 1      |        |
|       | Parti national démocrate (PND)             | 1      |        |

## Économie
La ville a connu un important développement industriel tout au long du XXe siècle dans des domaines aussi divers que les industries alimentaires, la fabrication des meubles, la sous-traitance automobile (pièces, robots, caoutchouc), les matériaux de sécurité, les textiles, les verres et les plastiques, l'électro-ménager, les centres d'appel téléphoniques.
De par sa proximité avec l'Ukraine et la Hongrie, le commerce, la logistique et les transports sont également très présents. La ville a bénéficié d'importants investissements des entreprises d'Europe de l'Ouest comme Electrolux qui a créé 1 800 emplois, Quelle (centre d'appel de vente à distance), Saint-Gobain et de nombreuses entreprises allemandes de sous-traitance automobile (Voestalpine, Kuka, Phoenix AG...).
On compte plusieurs implantations d'hypermarchés et supermarchés des grandes chaînes de distribution (les Allemands Real, Kaufland, Plus, Praktiker, l'Autrichien Billa, le français Les Mousquetaires).
Trois grands centres commerciaux existent en ville :
- le Grand Mall, inauguré en 2008 (6 000 m2 de surface de vente) ;
- le Plaza Europa (2005) de 3 000 m2 ;
- le Someșul Mall (2005) de 13 000 m2.

## Jumelages
- Zutphen (Pays-Bas) depuis 1970
- Wolfenbüttel (Allemagne) depuis 1974
- Nyíregyháza (Hongrie) depuis 2000
- Oujhorod (Ukraine) depuis 2006
- Rzeszów (Pologne) depuis 2007
- Berehove (Ukraine) depuis 2007
- Schwaz (Autriche) depuis 2007

## Communications

### Routes
Satu Mare est desservie par deux itinéraires européens :
- la route européenne 81 qui rejoint Halmeu et l'Ukraine au nord (route nationale DN1C) ainsi que Ardud, Zalău et Cluj-Napoca (route nationale DN19A puis DN1F) au sud-est ;
- la route européenne 671 qui rejoint Livada au nord-est et Carei, Oradea, Arad et Timișoara (route nationale DN19) au sud-ouest.

La route nationale DN19 permet d'atteindre Negrești-Oaș et Sighetu Marmației au nord-est et la route nationale DN1C Baia Mare et Dej à l'est. La route nationale DN19A se dirige vers la Hongrie et Nyíregyháza.

### Trains
La gare de Satu Mare se trouve à 2 km au nord-est du centre de la ville. De nombreuses lignes des Chemins de fer roumains (Căile Ferate Române) relient la ville à :
- Halmeu et l'Ukraine
- Negrești-Oaș et Bixad
- Baia Mare, Dej et Brașov (ligne magistrale 400)
- Viile Satu Mare
- Carei et Oradea.

### Aéroport
Satu Mare dispose d'un aéroport situé à 13 km au sud de la ville et qui dessert Bucarest par la compagnie Tarom.

### Transports publics
La compagnie locale Transurban SA exploite un réseau d'autobus composé de 23 lignes et 190 km.
Deux ponts routiers (Podul Decebal et Podul Golescu), un pont ferroviaire (Podul de Fier) et une passerelle permettent de franchir le Someș.

## Éducation
La ville de Satu Mare possède seize établissements d'enseignement secondaire dont 4 collèges nationaux et un lycée professionnel :
- le collège Doamna Stanca, fondé en 1816 (700 élèves)
- le collège Ioan Slavici, fondé en 1812 (1 100 élèves)
- le collège Kölcsey Ferenc, fondé en 1557 (700 élèves) pour un enseignement en hongrois
- le collège Mihai Eminescu, ancien collège des Jésuites datant de 1634, refondé en 1919 (930 élèves)
- le lycée UNIO, fondé en 1948 (2 000 élèves).

L'enseignement supérieur propose quant à lui deux établissements publics et trois universités privées.
Établissements publics :
- Faculté de Sciences Politiques et d'Administration Publique de l'Université Babeș-Bolyai de Cluj-Napoca, antenne de Satu Mare ;
- Faculté d'Automatique et d'Informatique et Faculté de Constructions de Machines de l'Université technique de Cluj-Napoca, antenne de Satu Mare.

Établissements privés :
- Université de l'Ouest Vasile Goldiș d'Arad, antenne de Satu Mare ;
- Académie commerciale de Satu Mare ;
- Université Spiru Haret à Satu Mare.

## Culture

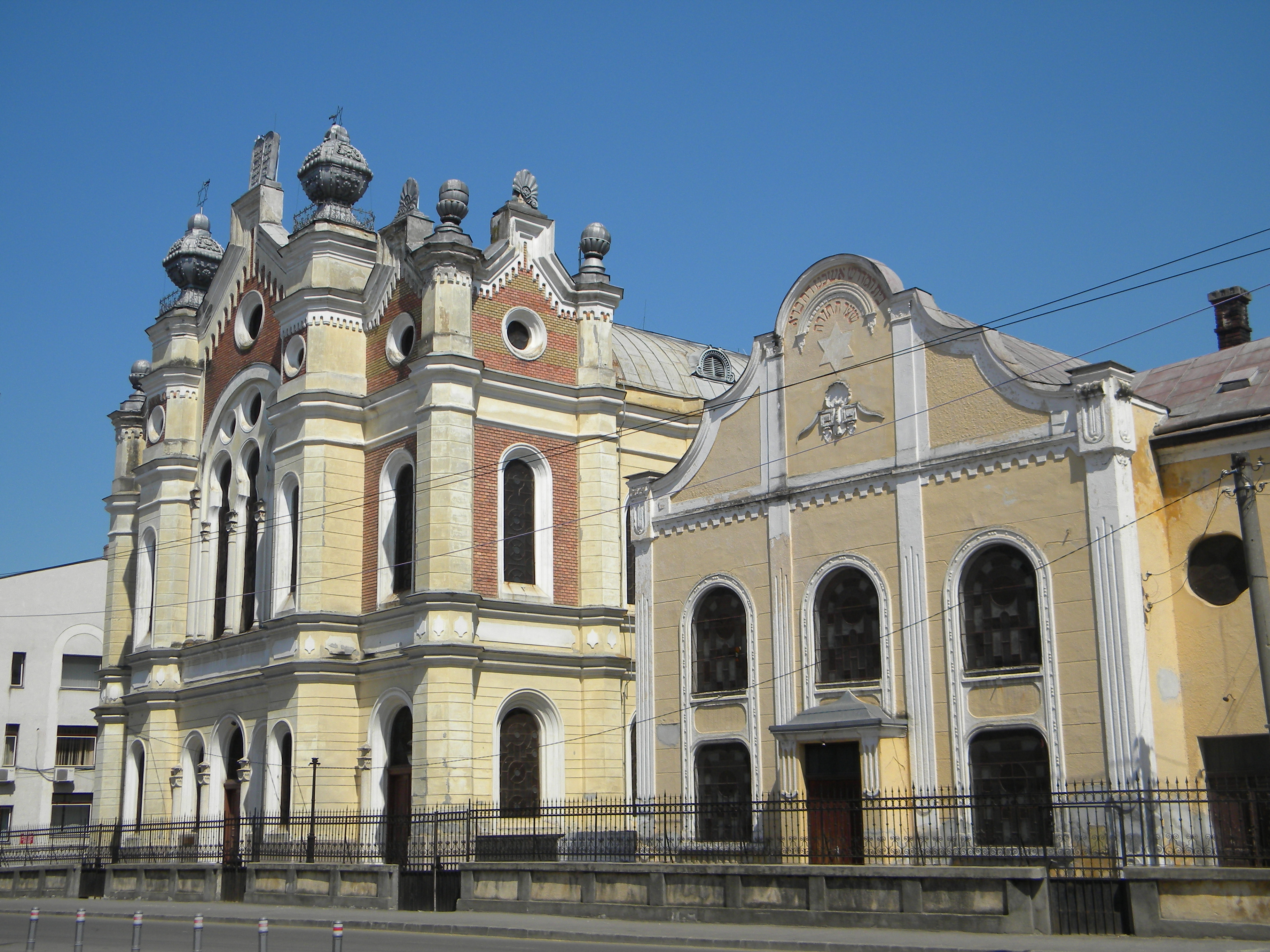
Quartier Decebal, de culture juive

### Lieux culturels
Satu Mare est le siège d'un orchestre philharmonique de renommée, l'Orchestre Dinu Lipatti fondé en 1902.
La bibliothèque du județ, riche de 380 000 livres, possède de nombreux livres anciens. Le plus ancien est un incunable, les Comédies d'Aristophane, édité à Venise en 1498.
Le Théâtre du Nord, fondé en 1889, est un lieu de première importance dans la vie culturelle de la cité.
Les principaux musées sont :
- le Musée du județ (histoire, ethnographie)
- le Musée des Beaux-Arts.

### Médias
Plusieurs journaux quotidiens sont édités à Satu Mare : Informația Zilei, Gazeta de Nord-Vest, Cronica Sătmăreană en roumain, Friss Újság et Szatmári Magyra Hírlap en hongrois.
Trois chaines de télévision ont des programmes locaux : TV1 Samtel, Nord Vest TV, Pro TV Satu Mare, ainsi que plusieurs radios.

### Tourisme

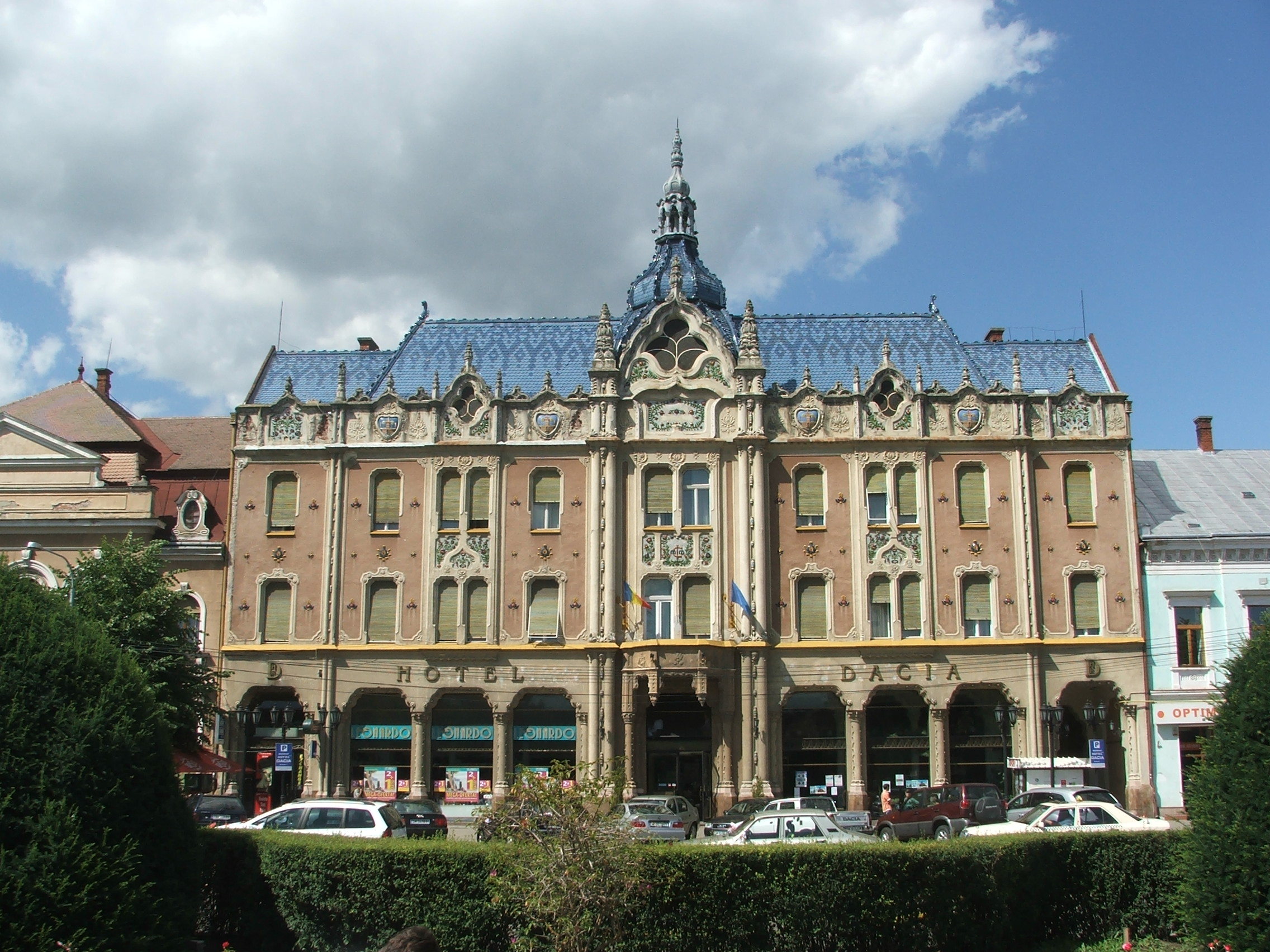
L'hôtel Dacia

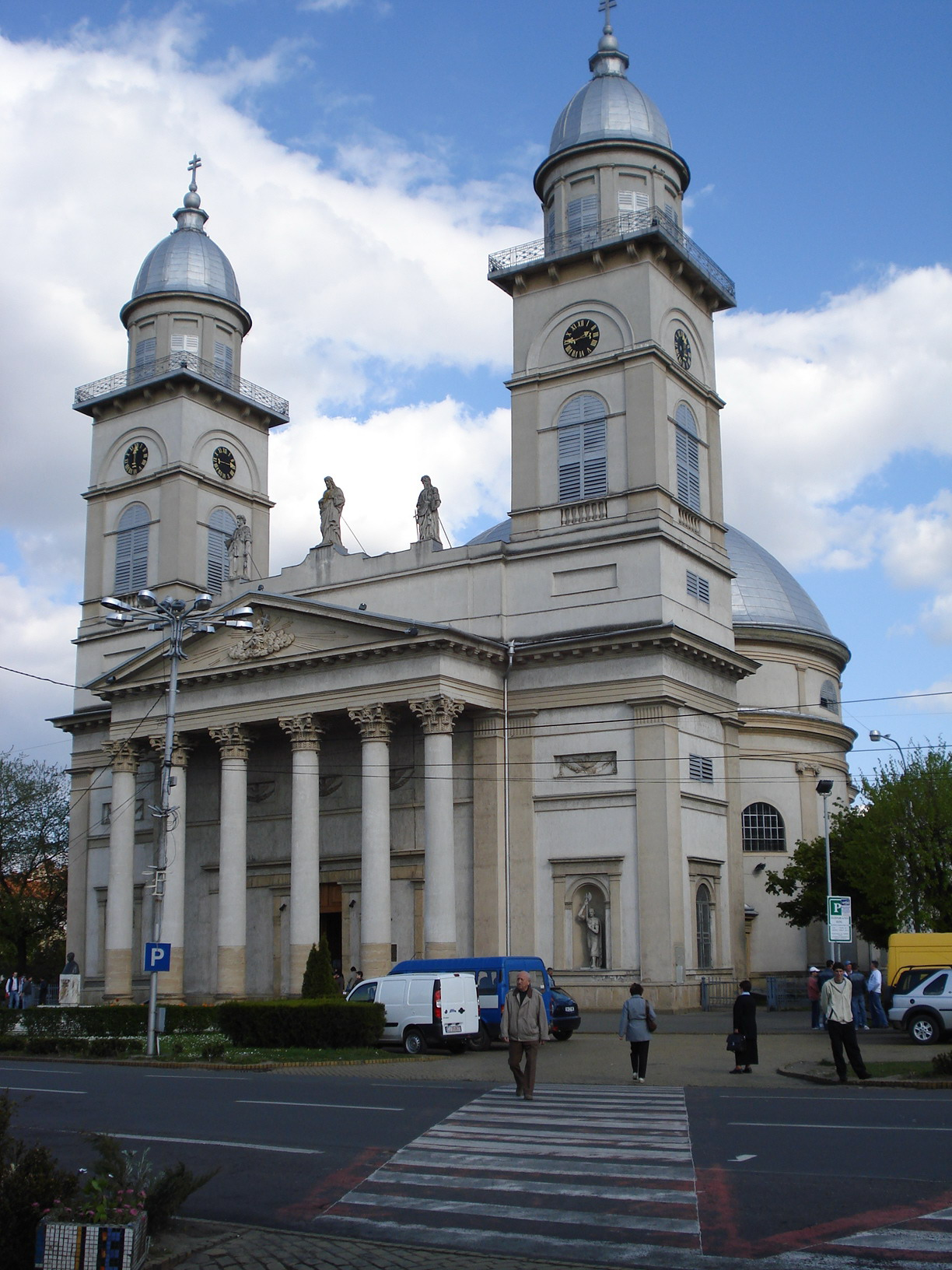
La cathédrale catholique

Satu Mare possède de nombreux édifices datant des débuts du XXe siècle dignes d'intérêt dont le plus connu est sans conteste l'Hôtel Dacia, Anciennement hôtel Pannonia, construit en 1902 dans le style de la Sécession viennoise.
Les autres monuments remarquables de cette époque sont :
- la Tour des Pompiers (Turnul Pompierilor), haute de 47 m, datant de 1904 ;
- l'Hôtel Astoria.

Les plus vieux monuments de la ville sont léglise réformée des Chaînes (Biserica cu lanțuri) datant de 1793-1802 ainsi que l'église catholique du Calvaire, datant de 1844 et édifiée sur les ruines de l'ancienne citadelle de Satu Mare.
Du XXe siècle datent : 
- la cathédrale orthodoxe de la Dormition de la Vierge (1926)
- la cathédrale catholique romaine
- la cathédrale grecque-catholique des Saints Archanges Michel et Gabriel (1932-1937).

L'édifice emblématique de la ville est le Palais Administratif (Palatul administrativ), regroupant les services administratifs de la cité, construit entre 1972 et 1984 et haut de 97 m, le troisième édifice le plus haut du pays.

### Le Jour desSarmale
La Ziua sarmalelor ou en français « la journée des Sarmale » est une action caritative mensuelle créée en février 2010, par un homme d'affaires roumain du nom de Vasile Lup, ayant pour but de distribuer gratuitement des sarmale aux plus démunis, le premier lundi de chaque mois, sur l'esplanade du Musée du județ.

## Sports
Le football est le sport le plus populaire et Satu Mare est le siège de deux clubs :
- le Fotbal Club Olimpia Satu Mare qui joue en troisième division du Championnat de football de Roumanie[18] (Liga III) dont le stade construit entre 1936 et 1942 est le Stadionu Olimpia (capacité : 18 000 places) ;
- le Someșul Satu Mare, qui joue en quatrième division (Liga IV) dont le stade est le Stadionu Someșul (capacité : 3 000 places).

Le basket-ball est représenté par le club féminin du CSM Satu Mare qui évolue en première division du Championnat de basket-ball de Roumanie et dont le stade est le LPS Arena.
Satu Mare entretient une longue et prestigieuse tradition en escrime depuis 1885 et la ville a donné plusieurs champions olympiques dans ce domaine.

## Personnalité liées à la ville
- Albert György y installa une fonderie.